# Radio Tief im Westen
Radio Tief im Westen (radiotiw) ist eine Bürgerfunk-Sendung auf Radio 91.2 MHz in Dortmund. Die Sendung bezeichnet sich selbst als „unabhängiges Musikmagazin für Dortmund“ und spielt überwiegend Rap, Elektro, Reggae, Dancehall. 2004 startete die Radioshow mit dem Dortmunder Martin Krämer aka. Commissioner Smart und einigen Gastmoderatoren. Seit 2007 ist Jan Plotke aka. JanTenna als Moderator und Produzent ins Team eingestiegen. Die Sendung wird jeden zweiten Dienstag und dritten Freitag im Monat von 21:00–22:00 Uhr auf Radio 91.2 ausgestrahlt. Schwerpunkte der Sendung sind Interviews, Musik, Kultur, News und Veranstaltungstipps. Künstler aus der internationalen, nationalen und der lokalen Musikszene werden jeweils in den Sendungen vorgestellt und interviewt. Zu Gast bei Tief im Westen waren unter anderem Künstler wie Deichkind, Westbam, Ugly Duckling, Masta Ace, Dynamite Deluxe oder Nosliw.